# NGC 204
NGC 204 (ook wel GC 101, h 42, MCG +00-02-116, PGC 2397, UGC 423 of ZWG 383.63) is een lensvormig sterrenstelsel in het sterrenbeeld Vissen. Het hemelobject werd op 16 oktober 1827 ontdekt door de Britse astronoom John Herschel.